# Lee Aronsohn
Lee Aronsohn (15 december 1952) is een Amerikaans televisieproducent, componist, schrijver en bedenker van televisieseries van joodse afkomst.

## Carrière
Lee Aronsohn is joods.
Aronsohn bedacht en schreef voornamelijk sitcoms. Two and a Half Men is wellicht de meest bekende sitcom die uit zijn koker komt. Aronsohn bedacht de langlopende serie met Chuck Lorre in 2003. Samen met Chuck Lorre heeft Aronsohn een groot deel scenario's of verhalen uitgeschreven voor afleveringen van Two and a Half Men, tussen 2003 en 2015. Het gaat in totaal om 168 afleveringen.
Aronsohn werkte als uitvoerend producent en scenarist mee aan populaire sitcoms als The Love Boat, Who's the Boss?, Murphy Brown, Grace Under Fire, The Big Bang Theory en Cybill.